# Eersel
Pour les articles homonymes, voir Eersel (homonymie).
Eersel est un village dans la commune néerlandaise d'Eersel, dans la province du Brabant-Septentrional. Il s'agit du chef-lieu de la commune. Le 1er janvier 2007, Eersel comptait 9 296 habitants.

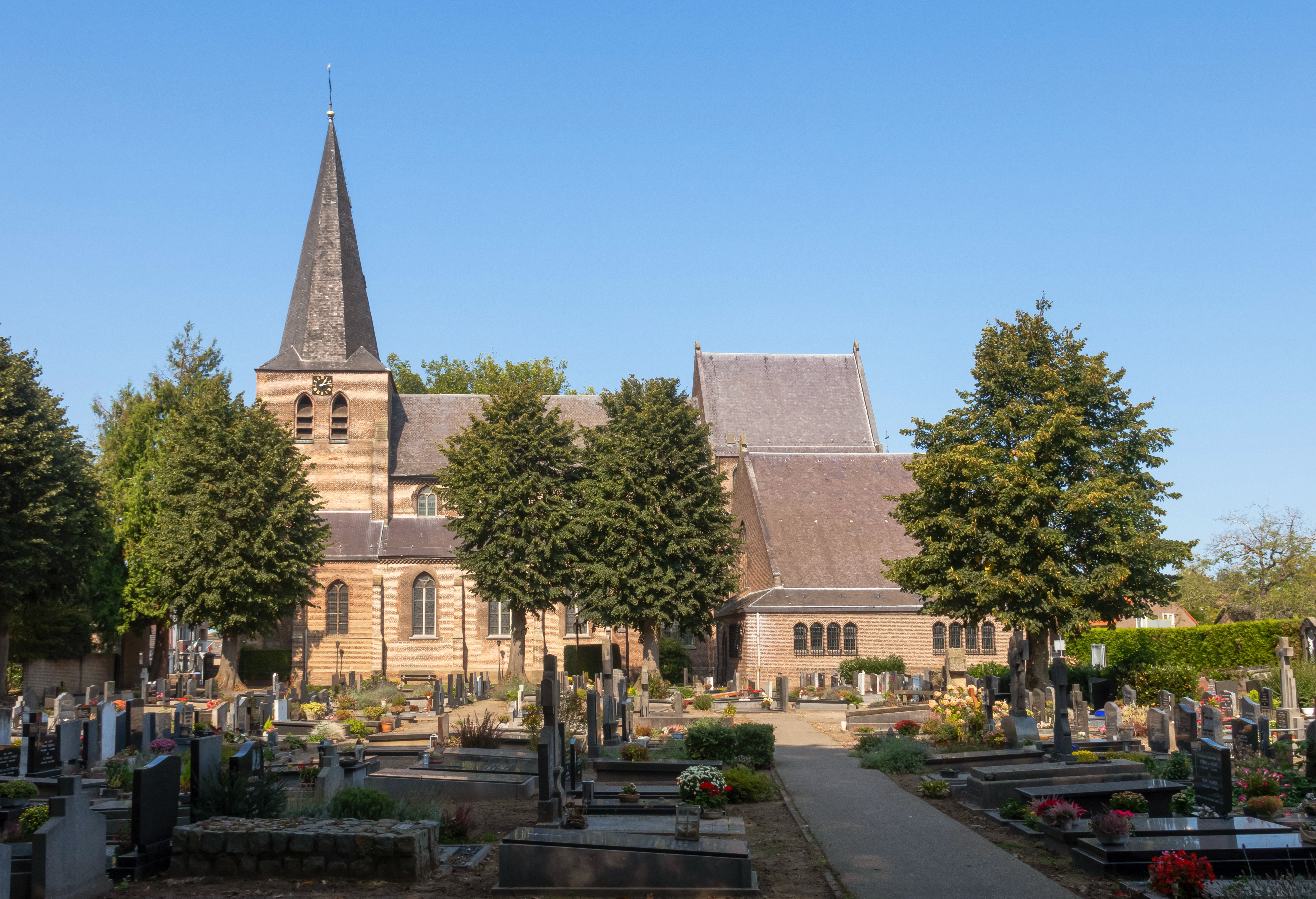
L'église : Sint-Willibrorduskerk

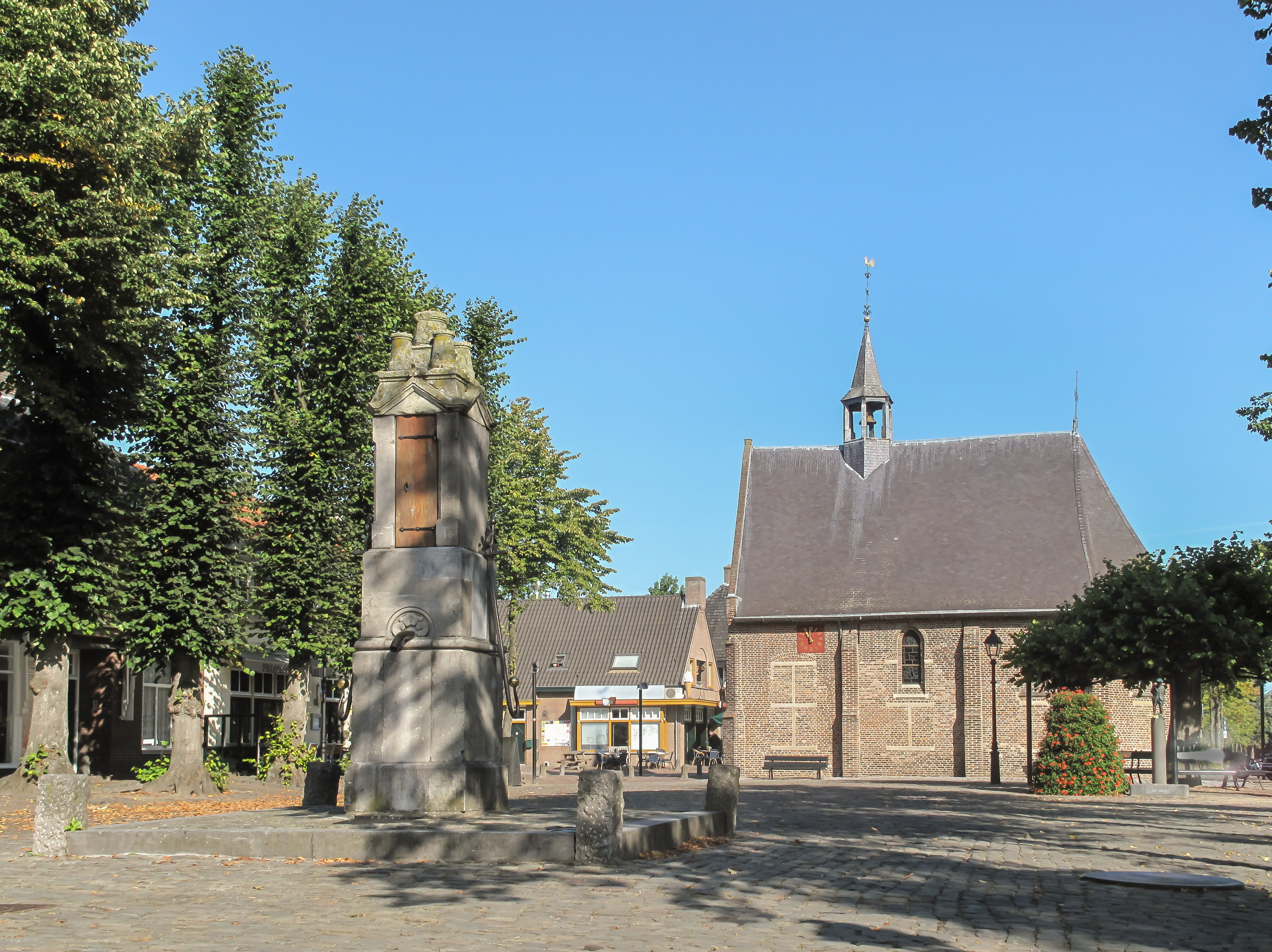
La chapelle : Onze Lieve Vrouwekapel

## Musique
De 1995 à 2009, la ville a accueilli le festival Reggae Sundance.
Le festival Dominator incluant les genres électroniques Raw Hardstyle, Hardcore, Frenchcore et Terrorcore a également été accueilli par la ville depuis 2009. Les précédentes éditions avaient lieu à différents endroits des Pays-Bas.

## Jumelage
Depuis 1988, Eersel est jumelée avec Carquefou (France). 